# Krivolovke
Krivolovke (lat. Agonidae), porodica malenih morskih riba poglavito u hladniom vodama sjevernog Pacifika. Slično kokotima žive na morskom dnu. Narastu oko tridesetak centimetara, a i manje, pa su im i komercijalne vrijednosti malene.

## Podjela[2]
- Subfamilia Agoninae Swainson, 1839
  - Genus Agonopsis Gill, 1861
  - Genus Agonus Bloch & Schneider, 1801
  - Genus Freemanichthys Kanayama, 1991
  - Genus Leptagonus Gill, 1861
  - Genus Podothecus Gill, 1861
  - Genus Sarritor Cramer, 1896
- Subfamilia Anoplagoninae Gill, 1861
  - Genus Anoplagonus Gill, 1861
  - Genus Aspidophoroides Lacepède, 1801
  - Genus Ulcina Cramer, 1896
- Subfamilia Bathyagoninae Lindberg, 1971
  - Genus Bathyagonus Gilbert, 1890
  - Genus Odontopyxis Lockington, 1880
  - Genus Xeneretmus Gilbert, 1903
- Subfamilia Bothragoninae Lindberg, 1971
  - Genus Bothragonus Gill, 1883
- Subfamilia Brachyopsinae Jordan & Evermann, 1898
  - Genus Brachyopsis Gill, 1861
  - Genus Chesnonia Iredale & Whitley, 1969
  - Genus Occella Jordan & Hubbs, 1925
  - Genus Pallasina Cramer, 1895
  - Genus Stellerina Cramer, 1896
  - Genus Tilesina Schmidt, 1904